# Зе Луиз
Жозе Луис Сеабра Филью (порт.-браз. José Luiz Seabra Filho; род. 25 января 1974, Бауру, Бразилия) — бразильский и тринидадский футболист, защитник.

## Карьера
Начинал свою карьеру защитник в бразильском клубе «Нороэсте» в чемпионате штата Сан-Паулу. Затем некоторое время он играл за «Ботафого» из Рибейран-Прету.
В 1998 году Зе Луиз приехал в Тринидад и Тобаго и подписал контракт с клубом «Дабл-Ю Коннекшн». В нём он провёл более 10 лет своей карьеры. В 2005 году Зе Луизу было предоставлено гражданство Тринидада и Тобаго. В скором времени он дебютировал за национальную сборную страны. Зе Луиз провёл за неё 6 игр, однако закрепиться в её составе защитник не сумел. В итоге, натурализованный бразилец остался вне заявки сборной Тринидада и Тобаго на ЧМ-2006. После этого футболист больше ни разу не вызывался в «соку уорриорз».
Завершил свою карьеру Зе Луиз на родине в клубе «Ферровиария Араракуара».

## Достижения

### Международные
- Победитель Клубного чемпионата КФС (1): 2002.

### Национальные
- Чемпион Тринидада и Тобаго (3): 2000, 2001, 2005.
- Обладатель Кубка Тринидада и Тобаго (3): 1999, 2000, 2002.